# Kuro (manga)
Pour les articles homonymes, voir Kuro.
Kuro (黒, litt. « Noir ») est une série de manga écrite et illustrée par le duo So-ma-to. La série a débuté le 24 mai 2011 dans le site web Aoblo! pour ensuite être publiée à partir du 3 janvier 2014 dans le magazine Tonari no Young Jump appartenant à la Shūeisha. La publication s'est terminée le 17 juin 2016 avec un total de trois volumes. La version française est publiée par Glénat avec un premier volume le 15 mars 2023 et s'est terminée le 20 septembre 2023 avec un total de trois volumes.

## Synopsis
Une petite fille du nom de Coco habite seule dans un grand manoir avec son petit chat noir Kuro. Ce dernier semble mignon d'apparence mais il a en réalité changé depuis une fois où il a fui le manoir. En effet, ce bâtiment en périphérie de la ville est évité par la plupart des citadins à cause d'un problème que Koko semble être la seule à ne pas comprendre.

## Publication
Kuro est une série de manga écrite et illustrée par le duo So-ma-to. La série a été initialement publiée sur le site web Aoblo! en 2011. Par la suite, elle est transférée vers le site Web « Aburo Online », où elle a été publiée du 31 janvier 2013 au 6 décembre 2013,,. Après la fermeture du site, les chapitres du manga ont été publiés dans le magazine en ligne Tonari no Young Jump de la Shūeisha à partir du 3 janvier 2014 et s'est terminée le 24 juin 2016,. La maison d'édition Shūeisha l'a rassemblé dans trois volumes en format tankōbon, publiés entre le 19 mai et le 17 juin 2014.
La version française est publiée par Glénat depuis le 15 mars 2023 et se termine le 20 septembre 2023 avec un total de 3 tomes.

### Liste des volumes
| no | Japonais       | Japonais          | Français          | Français          |
| no | Date de sortie | ISBN              | Date de sortie    | ISBN              |
| -- | -------------- | ----------------- | ----------------- | ----------------- |
| 1  | 19 mai 2014    | 978-4-088-79833-2 | 15 mars 2023      | 978-2-344-05695-0 |
| 2  | 19 mars 2015   | 978-4-088-90117-6 | 21 juin 2023      | 978-2-344-05701-8 |
| 3  | 17 juin 2016   | 978-4-088-90361-3 | 20 septembre 2023 | 978-2-344-05702-5 |

## Réception
La série s'est classée dixième au prix du manga annuel organisé par le site niconico et le magazine Da Vinci de Kadokawa Corporation, Next Manga Awards 2023 dans la catégorie manga papier.

## Œuvres

### Édition japonaise
1. 1 2  (ja) « 黒―kuro― 1 », sur Shūeisha (consulté le 10 mai 2024)
2. 1 2  (ja) « 黒―kuro― 2 », sur Shūeisha (consulté le 10 mai 2024)
3. 1 2  (ja) « 黒―kuro― 3 », sur Shūeisha (consulté le 10 mai 2024)

### Édition française
1. 1 2  « Kuro - Tome 1 », sur Glénat (consulté le 10 mai 2024)
2. 1 2  « Kuro - Tome 2 », sur Glénat (consulté le 10 mai 2024)
3. 1 2  « Kuro - Tome 3 », sur Glénat (consulté le 10 mai 2024)

## Voir également